# Șicula
Șicula é uma comuna romena localizada no distrito de Arad, na região histórica da Transilvânia. A comuna possui uma área de 131.30 km² e sua população era de 4505 habitantes segundo o censo de 2007.